# Atletik under sommer-OL 2008
 Denne artikel omhandler overvejende eller alene danske forhold. Hjælp gerne med at gøre artiklen mere almen.
Atletik under OL 2008 i Beijing fandt sted i perioden 15. til 24. august. Det var 27. gang, at atletik stod på det olympiske program, og der blev under legene konkurreret i 47 discipliner, 24 for mænd og 23 for kvinder.

## Danskere
Tre danske atletikudøvere havde klaret udtagelseskravene og deltog i legene.
Kuglestød
Den 15. august dystede 45 herrer i kuglestød. Joachim B. Olsen deltog første gang i OL i Sydney 2000, hvor han blev nr. 17 (19,41 m), og i Athen 2004 vandt han sølv. Joachim B. Olsens indledende kast i 2008 på 19,62 – 19,69 – 19,74 kvalificerede ham ikke til finalen, da mindstekravet var på 20,40 m.
Længdespring
Den 16. august dystede herrerne i den indledende konkurrence i længdespring. Morten Jensen var OL-debutant, og med et bedste forsøg på 7,63 m kvalificerede han sig ikke til finalen. Han levede dermed ikke op til sit OL-kvalifikationsresultat på 8,10 m.
Spydkast
Den 19. august blev der afholdt kvalifikationskonkurrence til damernes spydkast, og her deltog Christina Scherwin, der første gang havde været til OL i Athen 2004, hvor hun blev nummer 29 (56,86 m). Ved dette OL fik hun kun godkendt ét kast, der nåede ud på 53,95 m, hvorved hun ikke kvalificerede sig til finalen og samlet blev nummer 24.